# Bitva u Sarikamiše

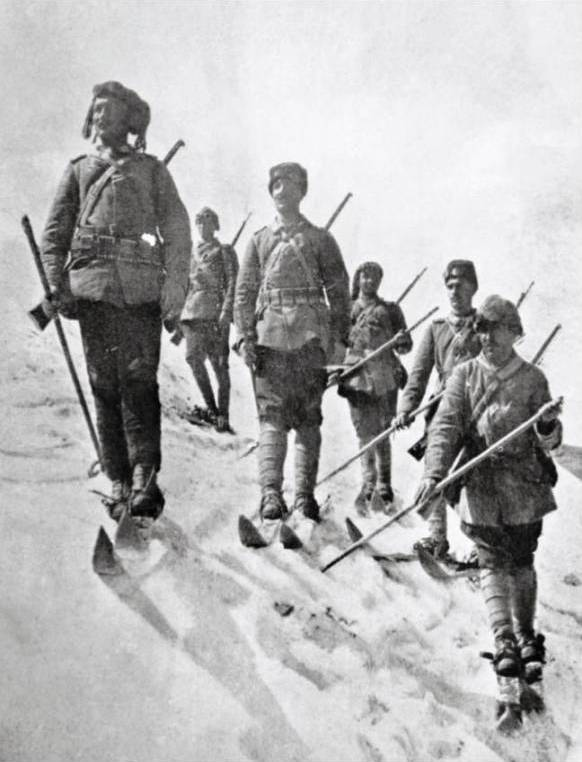
Osmanští vojáci z 3. armády

Bitva u Sarikamiše (rusky Сражение при Сарыкамыше, turecky Sarıkamış Savaşı) bylo vojenské střetnutí vojsk Ruské říše (ruské kavkazské armády o síle 100 000 mužů) a Osmanské říše (osmanské 3. armády o síle 118 000 mužů) na kavkazském bojišti v době první světové války. Probíhalo v době od 22. prosince 1914 do 17. ledna 1915. Skončilo vítězstvím ruských vojsk.
Po podepsání Brestlitevského míru v roce 1918 Rusko dobytá území vyklidilo, takže je Turecko získalo zpět.
Sarıkamış (rusky Сарыкамыш) je město v dnešním Turecku, turecké provincii Kars.

## Bitva

### 22. - 25. prosinec, počáteční manévry
22. prosince na levém křídle Hafiz Hakki zaútočil X sborem o síle 40 000 mužů na brigádu generála Istomina s osmitisícovou pěchotou a tisícem jezdců. Třicátá a dvaatřicátá divize napadly Kaleboğazı a jednatřicátá divize napadla İd (dnešní Narman). Istomin se stáhl z Kaleboğazı na východ do Oltu a druhý den 31. divize zajala 750 Rusů včetně plukovníka Kutatedza a dvě děla. třicátá první divize zaútočila na Oltu z jihu a 30. a 32. ze západu, přičemž 32. divize spustila palbu do vlastních řad 31. divize, jelikož je měla za Rusy.  Po dvou hodinách se Istomin s malými ztrátami přesunul z Oltu a  v následujících dnech X sbor zajal 250 Rusů, čtyři děla a čtyři kulomety. V poledne Istomin evakuoval Oltu  a město bylo následně rabováno Turky pro zvýšení jejich morálky. Hafiz přesunul své síly na linii Sarikamiš-Kars místo původně plánovaného útoku na linii Kars-Kötek, což znamenalo pro 30. a 31. divizi pochod o 40 km delší. 
23. prosince 39. divize zaútočila na turecký XI sbor, přičemž získala mnoho zajatců.
22.-24. prosince IX sbor dosáhl vesnici Bardız z vesnice Toygarlı. IX sbor se nezapojoval tolik do boje jako X. V noci 24. prosince 29. divize dobyla Bardiz. Rusové neměli síly na to, aby přerušili jejich zásobování. Dvě pětiny 17. divize však zůstaly zpožděny kvůli sněhové bouři. 

### 25. - 26 prosinec, sněhová bouře
Ráno 25. prosince se 29. divize přesunula k Sarikamiši. Dosáhli vesnice Kızılkilise 8 km severozápadně od Sarikamiše. Enver Paša však nařídil zaútočit na průsmyk Bardız a odtud dobýt Sarikamiš. Při pokusu o obklíčení Rusů však umrzla polovina 29. divize. Když se nakonec Rusové stáhli, byl pouze jeden turecký prapor schopen je pronásledovat. 
Istomin se mezitím stáhnul do vesnice Merdenek (dnešní Göle)  přes X sborem. 30. a 31. divize dosáhly severních svahů pohoří Allahu Ekber. Hafiz nechal proti Istominovi jeden regiment a vydal se odříznout železnici Sarikamiš-Kars, vedoucí pohořím. Po devatenácti hodinách odtud kvůli mrazu ustoupili, přičemž jim zůstalo 3200 bojeschopných mužů, tedy desetina původního stavu. 

### 26. prosinec - 4. leden, boje o Sarikamiš
Večer 26. prosince zahájil Enver Pača "útok bez ohledu na ztráty", která však byla na naléhání osmanských velitelů zastavena. Podle Rusů to byla chyba, jelikož pokud by útok pokračoval, Sarikamiš by padl, ale Turci měli velké ztráty, byli unavení a ruští obránci byli v přesile. V noci žádal velitel posádky Sarikamiše generál Voropanov po generálu Myšlajevskim zničení skladů a ústup z města, ten ale prohlásil že město nesmí být dobyto, jelikož trat do Sarikamiš-Kars představovala nejlepší ústupovou cestu Rusů. Silnice Karakurt-Kağızman nebyla vhodná pro vozidla a ruské armádě hrozilo obklíčení. 
Pět Turkestánských batalionů napadlo Bardiz a útokem na bodáky porazilo 82. pluk 28. divize, bránící kopce Çakırtepe. Velitel 32. divize Abdülkerim Bey musel upustit od útoku na Sarikamiš a pomoct v boji proti Turkestáncům. 
Večer 26. byla sarikamišská posádka posílena osmdesátým kabardským plukem se čtyřmi bataliony o tisíci mužích a plukem záporožských kozáků se šesti jezdeckými divizemi. Celkem tak zde měli spojenci k dispozici 10 000 mužů a slabé dělostřelectvo. Odpoledne dorazily z 28. divize 83. a 84. pluk, ostatní uvízly po cestě. Následující den Enver obnovil "útok bez ohledu na ztráty". 29. divize vstoupila do Horní Sarikamiše, plukovník Bukretov však podnikl protiútok a turecké jednotky obklíčil ve vesnici. 
Mezitím Hakiz poslal pluk kavalerie, který okupoval stanici Selim a zničil zde železnici. 27. prosince byl rovněž dobyt Ardahan, bráněný 2000 Rusy. Rusové zjistili, že na ně útočí dva sbory, netušili však, že byly pochodem v zimě zredukovány o 80 procent.28. prosince 155. kubinský pluk a 1. Plastunská brigáda dorazily do Sarikamiše, čímž Rusové disponovali 20 bateriemi pěchoty, jezdeckým plukem, 34 děly a několika kulomety. Celkem se jednalo o 13 000 - 14 000 mužů.  
V noci 29. prosince podnikl 93. pluk 31. divize o síle 600 mužů útok na Sarikamiš, přičemž dobyl část města, ale ustoupil. 30. prosince Rusové nasadili šest minometů a s nimi vyhnali Turky z kopců severně od Horního Sarikamiše. Mnoho vojáků z 93. pluku zde zůstalo ukryto v chatách, Rusové proto jednu z nich vyhodili s Turky do povětří a ostatní se vzdali. Celkem bylo zajato až 300 Osmanů. Turci se rozhodli připravit na novou ofenzívu, na Nový rok však Rusové napadli IX. sbor o 900 zraněných a omrzlých mužích a zredukovali jej na polovinu. Zaútočili na 28. divizi bránící průsmyk Bardiz a 29. a 17. divizi. 17. divize byla kompletně zmasakrována a kulomet, který předtím zajali, získala ruská armáda zpět.  
Rusové přivezli do Sarikamiše dalších 7 batalionů z Karsu, 4 z 2. Pastonské brigády a 14 000 kozáků s cílem obklíčit IX a X sbor, kterým zbývalo pouhých 3000 mužů. XI sbor a 32. divize nezaútočili.  31. prosince se stáhla 32. divize a generál Prezavskij vzal 3 Turkestánské bataliony proti Dovgirtu. 2. února Rusové dobyli průsmyk Bardiz a ze 700 mužů 28. divize a 86. pluku, kteří průsmyk bránili, zbylo 150.  
X sbor s 2000 muži odrazil 1. - 3. ledna útoky sedmi ruských batalionů. Když Rusové z Sarikamiše stahovali zraněné vojáky a zajatce, Hafiz to pochopil že se stahují a nechal své vojáky v horách o den déle.  

### 4. - 6. leden, porážka Osmanů
4. ledna zahájili Rusové generální ofenzívu, poslední zbytek IX sboru kapituloval. Hafiz opustil X sbor, jelikož hrozilo, že bude zajat nepřítelem. Generál Baratov napadl X sbor u Sarikamiše a rozbil jeho pravý bor, ovšem poslední Turci byli stále schopní odrážet útok Rusů. V noci z 4. na 5. ledna Hafiz nařídil stažení X sboru, který i přes ruské pronásledování dorazil do Bardizu 6. ledna i s veškerým vybavením.  Toho dne 30. a 31. divize disponovaly dohromady 2500 puškami a 16 děly. 
4. ledna byl Enver Paša napaden při ústupu od IX sboru skupinou kozáků, kterou však odrazili a Enver neutrpěl žádná zranění. V poledne dorazil do Bardizu, drženého 32. divizí. Protože nevěděl, že se IX sbor vzdal, nařídil 32. divizi sloučit s XI sborem a napadnout Rusy, čímž by odlehčil IX sboru. 5. ledna byla proto zahájena ofenzíva, která po dvou dnech snížila stav 32. divize z 4300 na 1500 vojáků. Pluk pěchoty z X sboru, který byl 26. prosince nasazen proti Istominovi a ušel tím katastrofě v pohoří Allahu Ekber, disponoval 2000 muži. Celkový početní stav IX a X sboru klesl od začátku bitvy na pouhou sedminu.

### 6. - 17. leden, konec bitvy
Enver Paša si uvědomil, že v případě ruského protiútoku hrozí kolaps celé fronty, a žádal přisunutí V sboru, který tou dobou bránil Üsküdar před potenciálním vyloděním Britů. Když jeho žádosti nebylo vyhověno, rozhodl se vrátit do Istanbulu a přenechat velení Hafizovi. Mezitím generál Judenič povolal celkem 34 praporů na Krym jako pomoc rakousko-německé frontě, a místo toho zmobilizoval 17 praporů. Poté co X sbor unikl z obklíčení, začali Rusové pronásledovat celou 3. tureckou armádu. Po celé frontě začali mít Rusové navrch a zatlačovat Turky. Osmanské síly na silnici Oltu-Merdenek byly napadeny generálem Kalitinem, který 13. ledna dobyl zpět Oltu, jež bylo v držení Turků od 23. prosince. X sbor se mezitím stáhnul z Bardizu do Narmanu, zatímco XI sbor se stáhnul na východ do Azapu. 18. ledna Rusové svou ofenzívu pozastavili a na frontě nastal klid, který byl prolomen až v dubnu.